# 레몬 시장
레몬 시장(영어: The Market for 'Lemons': Quality Uncertainty and the Market Mechanism) 또는 개살구 시장은 경제학에서 재화나 서비스의 품질을 구매자가 알 수 없기 때문에, 불량품만이 나돌아다니게 되는 시장 상황을 말한다.
영어에서 레몬(lemon)은 속어로 '불쾌한 것', '불량품'이라는 의미가 있다. 이는 폴크스바겐(Volkswagen)의 비틀(Beetle) 차량 가운데 유독 1965년에 생산된 레몬 색깔 차량에서 잦은 고장이 발생해 중고차시장으로 많이 유입되었는데, 이때부터 미국인들에게 레몬은 결함 있는 중고차를 지칭하는 은어로 사용되기 시작하였다. 중고차의 경우처럼 실제로 구입해 보지 않으면, 진짜 품질을 알 수 없는 재화가 거래되고 있는 시장을 레몬 시장이라고 한다.

## 연구 역사
레몬 시장이라는 개념을 처음 제시한 사람은 미국의 이론경제학자 조지 애거로프이다.
애거로프는 1970년에 미국의 계량경제학 잡지 'Quarterly Journal of Economics'에서 '레몬의 시장：품질의 불확실성과 시장 메커니즘'(The Market for Lemons: Quality Uncertainty and the Market Mechanism)이라는 논문을 발표하여, 중고차 시장에서 구입한 중고차가 잘 고장나는 현상의 메카니즘을 분석했다.

## 레몬시장의 문제점
레몬 시장에서 판매자는 거래하는 재화의 품질을 잘 알고 있지만, 구매자는 재화를 구입할 때까지 그 재화의 품질을 알 수 없다. 즉, 정보의 비대칭성이 존재한다. 불량 재화(레몬)를 좋은 품질이라고 하여 판매하는 위험성이 발생하기 때문에, 구매자는 양질인 재화를 구입하고자 하지만, 결과적으로 시중에 저품질의 레몬만이 유통되는 문제가 발생한다.
구체적인 예를 들어 설명하면, 지금 시장에 고품질의 재화와 저품질의 재화가 각각 반반의 비율로 존재하고 있다고 생각해보자. 팔리고 있는 재화의 품질을 잘 알고 있는 판매자는, 고품질의 재화를 300원 이상의 가격에, 저품질의 재화는 100원 이상의 가격에 판매하면 괜찮다고 생각하고 있다.
그러나 구매자에게는, 팔리고 있는 재화의 품질을 판단하는 것은 어렵기 때문에, 구매자는 '절반의 확률로 재화가 저품질이다'라고 생각할 필요가 있다. 이 때문에 구매자에게 재화의 가치는 고품질인 경우(300원)와 저품질인 경우(100원)의 평균인 200원이 된다. 따라서, 구매자는 200원 이상은 지불하고 싶지 않을 것이다.
이것을 예상한 판매자는 200원보다 높은 가격의 재화를 팔지 않게 되고, 그 가격 이하의 재화만 거래하게 된다.
결국 판매자는 고품질의 재화를 판매하지 못하게 되고 저품질의 재화만이 시장에 나도는 결과가 되며, 사회 전체의 효용이 저하된다. 이러한 현상을 역선택이라고 한다.

## 같이 보기
- 정보의 비대칭성
- 역선택